# Obi (zelfverdediging)

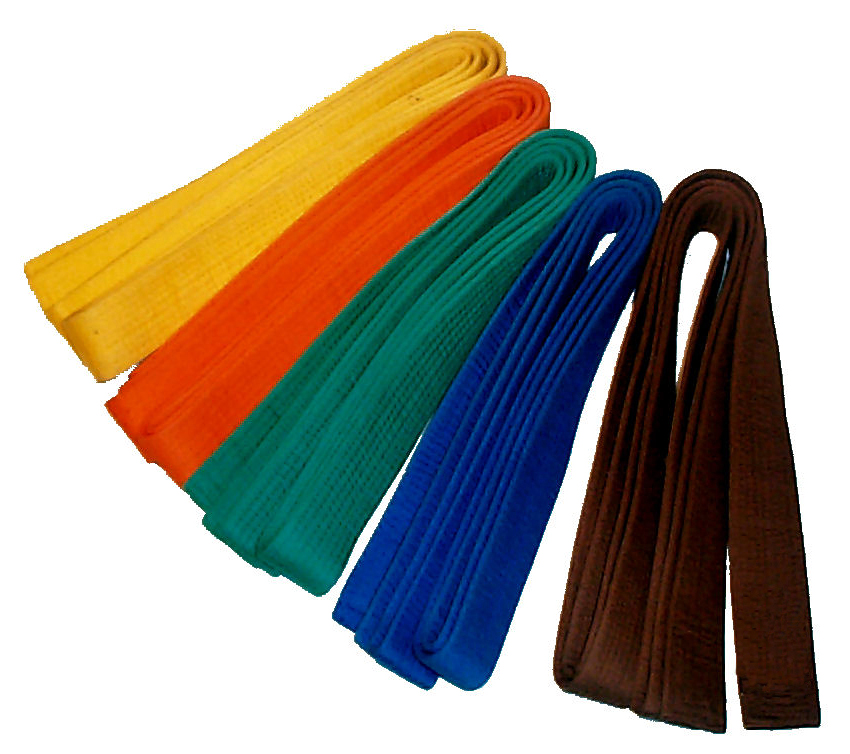
Verschillende kleuren banden

Obi (帯) is het Japanse woord voor gordel. 
Buiten Japan bedoelt men meestal de band die onderdeel is van de kleding die gebruikt wordt bij Japanse zelfverdedigingskunsten en vechtsporten zoals jiujitsu, judo, karate en aikido.

## Beschrijving
De obi wordt op een speciale manier om het middel bevestigd, en houdt de gi (het jasje) bij elkaar en op zijn plaats. Het midden van de obi wordt voor het middel gehouden, beide einden worden dan achter het lichaam langs gehaald, en onder het deel van de obi dat op het lichaam rust heen gehaald. Voor het lichaam wordt een platte knoop gelegd, en de einden ervan worden eventueel nog weggewerkt. 
In veel stijlen bestaat er een kleursysteem, waarbij de kleur van de obi aanduidt welk niveau van kennis en vaardigheid van technieken de drager ervan heeft. De witte band geeft steeds het beginnersniveau (kyū) aan, en de zwarte band het meest gevorderde (dan). Mensen die de zwarte band hebben, kunnen vervolgens in veel stijlen nog hogere dangraden krijgen. Voor de rest zijn er verschillende systemen, de kleuren worden steeds donkerder, de opeenvolging van beginner tot gevorderde kan bijvoorbeeld zijn: wit, geel, oranje, groen, blauw, (paars,) bruin, zwart, rood-wit, rood en breed wit. Andere kleuren of kleurcombinaties zijn, afhankelijk van de stijl, ook mogelijk. Iedereen die een dojo betreedt, kan als hij of zij dat wil een witte obi dragen. Er zijn ook stijlen, waarbij iedereen met opzet de witte band blijft dragen, om te voorkomen dat men uit ambitie of wedijver probeert snel een hogere band te halen, of men zich met anderen gaat vergelijken, en stijlen die totaal geen onderscheid maken in kleur van de obi. Het onderscheid tussen slippensysteem en bandsysteem.

## Slippensysteem voor Jeugdjudo

### 1e variant
- Witte band
  1. gele slip
  2. oranje slip
  3. groene slip
  4. blauwe slip
  5. bruine slip
- Gele band
  1. oranje slip
  2. groene slip
  3. blauwe slip
  4. bruine slip
- Oranje band
  1. groene slip
  2. blauwe slip
  3. bruine slip
- Groene band
  1. blauwe slip
  2. bruine slip
- Blauwe band
  1. bruine slip
- Bruine band.

### 2e variant
- Witte band
  - 1e gele slip
- Gele band:
  - 1e oranje slip
- Oranje band:
  - 1e groene slip
- Groene band:
  - 1e blauwe slip
- Blauwe band:
  - 1e bruine slip
- Bruine band

### 3e variant
De derde variant lijkt erg op de tweede variant, het verschil is echter dat de judoka twee slips van dezelfde kleur haalt voordat hij door kan naar de volgende band. De judoka krijgt dus eerst één slip op de band (alleen links of alleen rechts), en later komt er dan een tweede slip bij (dan draagt hij/zij dus zowel links als rechts dezelfde kleur slip).